# رقية عز الدين
رقية عز الدين  هي صحفية ومصورة وكاتبة مستقلة بعملها، وهي نصف عراقية ونصف ويلزية وتعيش حالياً في المغرب.

## الحياة والمهنة
نشأت عز الدين في ريف ويلز (بريطانيا) قبل دراسة اللغات الحديثة في جامعة درم عام 2005. ظهر عملها الصحفي في صحف نيويورك تايمز والغارديان والجزيرة الإنجليزية وبي بي سي. عاشت في غزة وفي مصر ثم انتقلت إلى المغرب، حيث ما زالت تقيم حاليًا. وفي عام 2019، كانت من بين ستة مؤلفين فازوا بجوائز Betty Trask، وذلك عن روايتها الأولى "The Watermelon Boys" (أولاد البطيخ)، وقد صدرت عن قسم النشر بالجامعة الأمريكية بالقاهرة عام 2018.

## العمل
- رواية أولاد البطيخ (The Watermelon Boys): نُشِرَت في لندن عام 2018.

## اقرأ أيضاً
- قائمة الفنانين العراقيين
- قائمة فنانات عراقيات